# Monaco Média Diffusion
Pour les articles homonymes, voir MMD.
Monaco Média Diffusion (MMD), anciennement Monte-Carlo Radiodiffusion (MCR), est la société nationale monégasque de diffusion de programmes de radio et de télévision sur les fréquences numériques de la principauté de Monaco. 
Son siège social est situé à Monaco au 10-12, quai Antoine Ier. 
Les médias diffusés sont internationaux et en différentes langues. Les fréquences qui lui sont concédées sont définies et attribuées à Monaco par l'Union internationale des télécommunications.

## Histoire
MMD a été créée en 1994 et est membre actif de l'UER pour la Principauté de Monaco aux côtés de RMC et de TMC. Il préside le Groupement des Radiodiffuseurs monégasques (GRMC).
À la suite de la prise de majorité de l'actionnariat par la Principauté de Monaco en 2016, son nom, Monte-Carlo Radiodiffusion (MCR), a été changé en Monaco Média Diffusion (MMD).

## Activités
MMD gère plusieurs sites de diffusion à Monaco, ainsi qu'en France :
- Quatre sites sont situés à Monaco dont celui du musée océanographique.
- Centre Emetteur de la Madone (commune de Peille).
- Le site du Mont Agel (commune de Peille).
- Le site de la Tête de Chien (commune de La Turbie).
- Centre Emetteur de Roumoules (04500).

Depuis ces sites, MMD assure la diffusion radio aussi bien en numérique, en FM qu’en ondes moyennes et ondes longues.
De plus depuis 2017, MMD diffuse sur le littoral azuréen des chaînes TV en numérique, offrant un bouquet complémentaire à la TNT française.

## Actionnaires
Depuis 26 avril 2016, la répartition de son actionnariat est: 49 % par TDF et 51 % par l'État monégasque.